# Muscardinus pliocaenicus
Espèce
Muscardinus pliocaenicus est une espèce éteinte de rongeurs de la famille des Gliridae.

## Distribution et âge
Ce muscardin a été découvert en Allemagne, en Autriche, en Espagne, en France, en Italie, aux Pays-Bas et en Pologne. Il vivait à l'époque du Miocène jusqu'au Pléistocène.

## Étymologie
L'épithète spécifique est nommée en référence à l'époque géologique où les premiers fossiles ont été décrits : le Pliocène.

## Taxinomie
Cette espèce a été décrite pour la première fois en 1963 par le paléontologue polonais Kazimierz Kowalski (pl) (1925-2007). Une sous-espèce est reconnue : Muscardinus pliocaenicus pliocaenicus Kowalski, 1963.

## Publication originale
(en) K. Kowalski, 1963 : « The Pliocene and Pleistocene Gliridae (Mammalia, Rodentia) from Poland ». Acta Zool. Crac., vol. 8, no 14, p. 533-567 (texte intégral) (consulté le 26 octobre 2013).